# Falstart
Falstart – w sporcie przewinienie polegające na przedwczesnym (najczęściej przed sygnałem do startu, lub po sygnale, lecz w czasie zbyt krótkim by ludzki umysł zdążył odebrać i przetworzyć sygnał dźwiękowy) rozpoczęciu konkurencji przez zawodnika.
W zależności od konkurencji i regulaminu zawodów, popełnienie falstartu może skutkować natychmiastową dyskwalifikacją, ostrzeżeniem, po którym ponowne popełnienie falstartu skutkuje dyskwalifikacją, lub inną karą nałożoną na zawodnika lub drużynę.
Falstarty najczęściej występują w sportach w których konkurencja odbywa się na czas - biegach, pływaniu, wyścigach samochodowych, żeglarstwie itp., w których przedwczesne rozpoczęcie konkurencji daje nieuczciwą przewagę zawodnikowi.
Falstart w sportach, w których sygnał startu podaje wystrzałem (np. z pistoletu startowego) sygnalizowany jest przez drugi wystrzał startera.
W zawodach lekkoatletycznych za falstart według przepisów IAAF uważane jest rozpoczęcie konkurencji wcześniej niż 0,1 sekundy po sygnale startera. W 2003 IAAF wprowadziła zasadę, że po falstarcie dowolnego zawodnika ostrzegani są wszyscy uczestnicy konkurencji, a kolejny falstart powoduje dyskwalifikację niezależnie od tego, kto go popełni. Wcześniej zdyskwalifikowany mógł być jedynie zawodnik który dwukrotnie popełnił falstart. Od 2010 każdy falstart skutkuje dyskwalifikacją.